# 桜雲記
『桜雲記』（おううんき）は、南北朝時代における南朝の盛衰とその後胤（後南朝）を扱った史書・軍記。江戸時代前期の成立で、作者は書物奉行浅羽成儀と推測されている。書名は、南朝の舞台が吉野であることからして、雲かと見紛うばかりに咲き誇る吉野の桜花の叙景を念頭に置いて付けられたものと考えられる。

## 概要
作者・成立事情を記した序や跋文はない。
文保2年（1318年）2月の後醍醐天皇践祚から長禄3年（1459年）6月の長禄の変まで、南朝方を主体とした通史を編年体で記す。諸伝本は全体を上・中・下の3巻に分け、上巻を冒頭から延元元年（1336年）まで、中巻を同2年（1337年）から正平24年（1369年）まで、下巻を建徳元年（1370年）から末尾までの記述に充てているものがほとんどである。しかし、現存最古の写本とみられる龍門文庫本のみがこの区分をせず、一連の書き下しとなっていることから、これが本来の体裁であって、巻区分は後世の写伝本で便宜されたと考えられる。
本書の表現には、編年体という史書の体裁を採る一方、軍記物語に見られる武家政権を肯定する立場からの合戦記事に重点を置き、また『新葉和歌集』などから140首もの和歌を採入して風雅な文学性も創出しているという特徴があり、これらは北朝正統論によって史料がほとんど残されなかった南朝の歴史的背景に考察を与えている。

## 作者・年代
作者については、概して不詳とされることが多かったが、内容に古文書を出典とするらしい記事が多いこと、また水戸彰考館浅羽本の中に南朝関係の著述が含まれることなどから、近年は黒川文庫本の奥書に見える書物奉行浅羽成儀説が最有力であるとされている。成立時期をめぐっては諸説あるものの、他文献との依拠関係から鑑みて、『白河結城文書』が世に出た正保初年（1645年）を上限とし、かつ『続本朝通鑑』が成った寛文10年（1670年）を下限とすることには異論がない。なお、『続本朝通鑑』は本書の成立について、散逸した「南方記」という書の断簡を拾いつつ、他書によって増補したものであるとの伝承を載せているが、その真偽は不詳である。

## 諸本
写本は多く、現在判明している限りでも30数本に上る。中でも龍門文庫本は、本書の成立から間もない頃の写本とも推定され、その意味で貴重な価値を持つものである。これに次ぐ江戸中期の写本としては、新井白石の書写に係る岩崎文庫本の他、水戸彰考館本や宮内庁書陵部本・神宮文庫本・内閣文庫本・天理図書館本などが挙げられる。江戸後期以降にも本書は数多く書写されて現在に伝わっているが、もともと一般庶民を読者として想定したものではなかったためか、本書が初めに版行されたのは近代に入ってからのことになる。なお、これらの本文については、龍門文庫本における「関城書」の採否という点を除き、大きな異同は認められない。
翻刻は、『改定史籍集覧3』・『校註国文叢書18』・『新釈日本文学叢書2輯6』・『日本歴史文庫1』・『百万塔4』・『古典文庫482』などに収録されている。

## 評価
古文書によって多くの「史実」を拾集しているとは言え、その成立が末尾の長禄の変から約200年を経過している上、朱子学に基づく水戸史学の勃興する時期ということも相俟って、史書としての信憑性には自ずから限界があると言わざるを得ない。また文学面においても、採入された和歌の解釈に意図的な更改が認められることから、本質的な軍記作品を志向して執筆されたものと評することは難しい。しかし、中山信名が『関城書考』において「南朝ノ事跡ヲ記スルモノ、桜雲記ヲ始トス」と述べているとおり、本書がそれまで不明確とされた南朝の「史実」を取り上げ、体系的な通史として概観した先駆的作品たることは事実である。したがって、南朝史を理解するための手引書として近世諸家の間では重宝されたのであり、江戸後期の『南朝編年記略』『南山巡狩録』など、南朝関係の史書に及ぼした影響も無視することは出来ない。